# فرونشست زمین

نمایش عامل‌ها و فرایندهای اثرگذار در نشست زمین به صورت گرافیکی

فرونشست زمین (Land Subsidence) اصطلاحی عمومی است که اشاره به حرکت عمودی و رو به سمت پایین سطح زمین دارد و می‌تواند توسط فرایندهای طبیعی، فعالیت‌های انسانی یا هردوی آنها رخ دهد. وجه تمایز فرونشست زمین با حرکت‌های توده‌ای در این است که در فرونشست زمین حرکت افقی کمی یا هیچ حرکت افقی در سطح زمین رخ نمی‌دهد.
نمونه فرایندهایی که منجر به فرونشست زمین می‌شوند:
- حلال پوشی سنگ کربناته زیرزمین توسط آب‌های زیرزمینی
- کاهش تخلخل به دلیل Compaction (: زیر فرایندی در فرایند سنگ شدگی که در آن رسوب به‌طور متناوب تخلخل خود را به دلیل فشار لایه‌های بالایی از دست می‌دهد)
- عقب‌نشینی گدازه مایع از زیر پوسته‌ای سنگی و جامد‌شده زمین
- ساخت معدن
- پمپ کردن مایعات زیر زمین (همانند آب‌های زیر زمین و نفت خام)
- بهم ریختگی پوسته توسط نیروهای زمین ساختی
- زمین لرزه

## فرونشست زمین بر اثر برداشت بی‌رویهٔ آب
یکی از مسائلی که در اثر برداشت بی‌رویهٔ آب زیرزمینی رخ می‌دهد، فرونشست زمین (land subsidence) است. نشست زمین در آبخوان‌های محصور و نیمه محصور که از مواد آبرفتی تحکیم نشده یا نیمه تحکیم شده تشکیل یافته باشند بیشتر دیده می‌شود. در اثر برداشت آب زیرزمینی و بیرون آمدن آب از منافذ امکان متراکم شدن مواد تا عمق ۳۰۰ متر فراهم می‌گردد و هرچه بیشتر برداشت شود، تراکم مواد بیشتر خواهد بود.
نشست زمین باعث ایجاد شکاف‌های عمیق در سطح زمین، کج شدن لوله‌های چاه، خرابی ساختمان‌ها و لوله‌زایی چاه‌ها می‌گردد. لوله‌زایی به پدیده‌ای گفته می‌شود که در آن به دلیل نشست زمین قسمتی از لوله چاه به خارج از سطح زمین رانده می‌شود.

## رتبه‌بندی ۲۰۲۴
طبق تحقیق سال ۲۰۲۴ رتبه‌بندی فرونشست طبق سه معیار میانگین، وسعت و جمعیت به شرح زیر اعلام شده است:
پنج کشور نخست از نظر بیش‌ترین میانگین فرونشست زمین، به ترتیب شامل فیلیپین، ایران، کاستاریکا، اندونزی و ازبکستان هستند.
پنج کشور نخست از نظر بیش‌ترین وسعت مناطق تحت تأثیر فرونشست زمین، شامل چین، اندونزی، ایران، هند و پاکستان هستند.
پنج کشور نخست از نظر بیش‌ترین جمعیت در خطر فرونشست زمین، شامل هند، چین، اندونزی، پاکستان و بنگلادش هستند.
1. هند ۶۳۳ میلیون نفر
2. چین ۳۶۸ میلیون نفر
3. اندونزی ۲۱۳ میلیون نفر
4. پاکستان ۱۴۵ میلیون نفر
5. بنگلادش ۱۳۷ میلیون نفر

محققان هشدار دادند از آنجایی که فرونشست زمین بیشتر از همه تحت تأثیر کاهش ذخایر آب زیرزمینی است، کشاورزی به روش «غرقابی» یا بدون تغییر الگوی کشت مناسب اقلیم هر کشور به تشدید این بحران دامن می‌زند لذا ترسیم یک نقشه راه توسط دولت‌ها و کشاورزان برای انطباق شیوه‌های آبیاری و انتخاب محصول کشاورزی متناسب با اقلیم و ذخایری آبی هر منطقه ضروری است.

## در ایران
فرونشست زمین در یک میلیون هکتار از دشت‌های ایران روی داد رئیس سازمان جنگل‌ها، مراتع و آبخیزداری کشور در جمع خبرنگاران مسائل و معضلات منابع طبیعی کشور را تشریح کرد. خداکرم جلالی به وضعیت نگران‌کننده منابع آبی کشور اشاره کرد و گفت که بیلان منفی آب‌های زیرزمینی کشور باعث فرونشست یک میلیون هکتار از عرصه‌های کشور در مناطق مختلف شده است. نتیجه مدیریت غلط منابع آبی و پیامدهای ناگوار آن به‌ویژه حفر چاه‌های مجاز و غیرمجاز هر روز آشکارتر می‌شود؛ وقتی بی‌هیچ ضابطه و معیاری چاه عمیق و نیمه‌عمیق حفر می‌شود تا کشاورزی ناپایدار توسعه یابد، آبخوان‌ها خالی می‌شود، سطح آب‌های زیرزمینی پایین می‌رود و در نتیجه ۲۳۰دشت حاصلخیز کشور دچار بحران می‌شود.
در سال ۱۴۰۰، سازمان اینتل لب فرونشست زمین در پیرامون تهران را همانند «بمب ساعتی» دانست و اعلام شد که تهران با سالی ۳۶ سانتی‌متر، رکورددار فرونشست زمین در سراسر جهان است و افت سطح آب‌های زیرزمینی تهران از چرایی‌های این مشکل دانسته شد. به دلیل خشکسالی چه در سطح و چه در زیر سطح زمین، زمین فرونشست می‌کند.